# Radîci, Volodarsk-Volînskîi
Radîci (în ucraineană Радичі) este localitatea de reședință a comunei Radîci din raionul Volodarsk-Volînskîi, regiunea Jîtomîr, Ucraina.

## Demografie
Componența lingvistică a localității Radîci
     Ucraineană (99,51%)
     Alte limbi (0,49%)
Conform recensământului din 2001, majoritatea populației localității Radîci era vorbitoare de ucraineană (99,51%), existând în minoritate și vorbitori de alte limbi.